# Princezna Pampeliška
Princezna Pampeliška je pohádkově a baladicky laděná divadelní hra Jaroslava Kvapila z roku 1897. 

## Hlavní postavy
- Pampeliška – princezna, hodná, citlivá, odvážná, vznešená a krásná zlatovlasá dívka
- Honza – milý, dobrosrdečný, venkovský mladý muž
- Král, Pampeliščin otec – rozmařilý a rozhazovačný vladař
- Honzova matka – prostá venkovská žena, která žije na vesnici
- Princ z Hispánie – movitý, panovačný a hrdý aristokrat

## Děj
Příběh hry je situován kamsi na pomezí středověku a novověku, vypráví o princezně, která je nucena se proti své vůli vdát za španělského prince, což odmítá. Proto uteče z domova do světa, kde se náhodně setká s Honzou. S ním pak dorazí do města Kocourkova, kde jsou oba zajati a uvězněni.  Španělský princ přitáhne s vojskem k městu a vyhrožuje mu válkou a vypálením. O princeznu Pampelišku se začne ucházet purkmistrův syn, který se s Honzou nakonec kvůli tomu popere. Pampeliška přizná kocourkovským svoji identitu a nakonec je i s Honzou vydána španělskému princi. Princ Pampelišku propustí na svobodu a Honzu chce nechat popravit, Honza nakonec těsně před popravou uteče a princ město vypálí. Honza s Pampeliškou prchají pryč, během svého putování trpí nouzí, hladem, nedostatkem a chudobou. Pampeliška je velmi zesláblá, Honza ji nakonec odnese domů do své rodné vesnice ke své matce, která pak neúspěšně oroduje u Pampeliščina otce krále, aby Honzovi udělil milost. Pampeliška je velmi nemocná, začíná se ztrácet před očima. Honza se vydá ke králi se zprávou o princeznině špatném stavu, s tím, že by ji otec král měl ještě jednou vidět. Než však oba dorazí do Honzovy vesnice, zesláblou Pampelišku nenávratně odfoukne pryč podzimní vítr.

## Televizní inscenace
- 1967, režie: Ludvík Ráža; hrají Klára Jerneková, Petr Kostka, Vladimír Šmeral, Zdeněk Štěpánek, Marie Brožová[1]

## Rozhlasová inscenace
- 1966, úprava a režie: Miloslav Jareš; účinkují: Julie Charvátová, Soběslav Sejk, Viola Zinková, Jaroslava Drmlová, František Krahulík, Bořivoj Navrátil, Marie Glázrová, Vladimír Čech, Rudolf Pellar[2]

- 1988, upravil: František Pavlíček; režie: Karel Weinlich; účinkují: Eva Horká, Jan Potměšil, Vlastimil Brodský, Jaroslav Konečný, Jiřina Jirásková[3]